# Ingvararfoss
Ingvararfoss är ett vattenfall i republiken Island.   Det ligger i regionen Norðurland eystra, i den centrala delen av landet, 250 km nordost om huvudstaden Reykjavík. 
Terrängen runt Ingvararfoss är platt åt sydost, men åt nordväst är den kuperad.  Trakten runt Ingvararfoss är nära nog obefolkad, med mindre än två invånare per kvadratkilometer. Det finns inga samhällen i närheten. Trakten runt Ingvararfoss består i huvudsak av gräsmarker.